# Bunker Komplex 5000

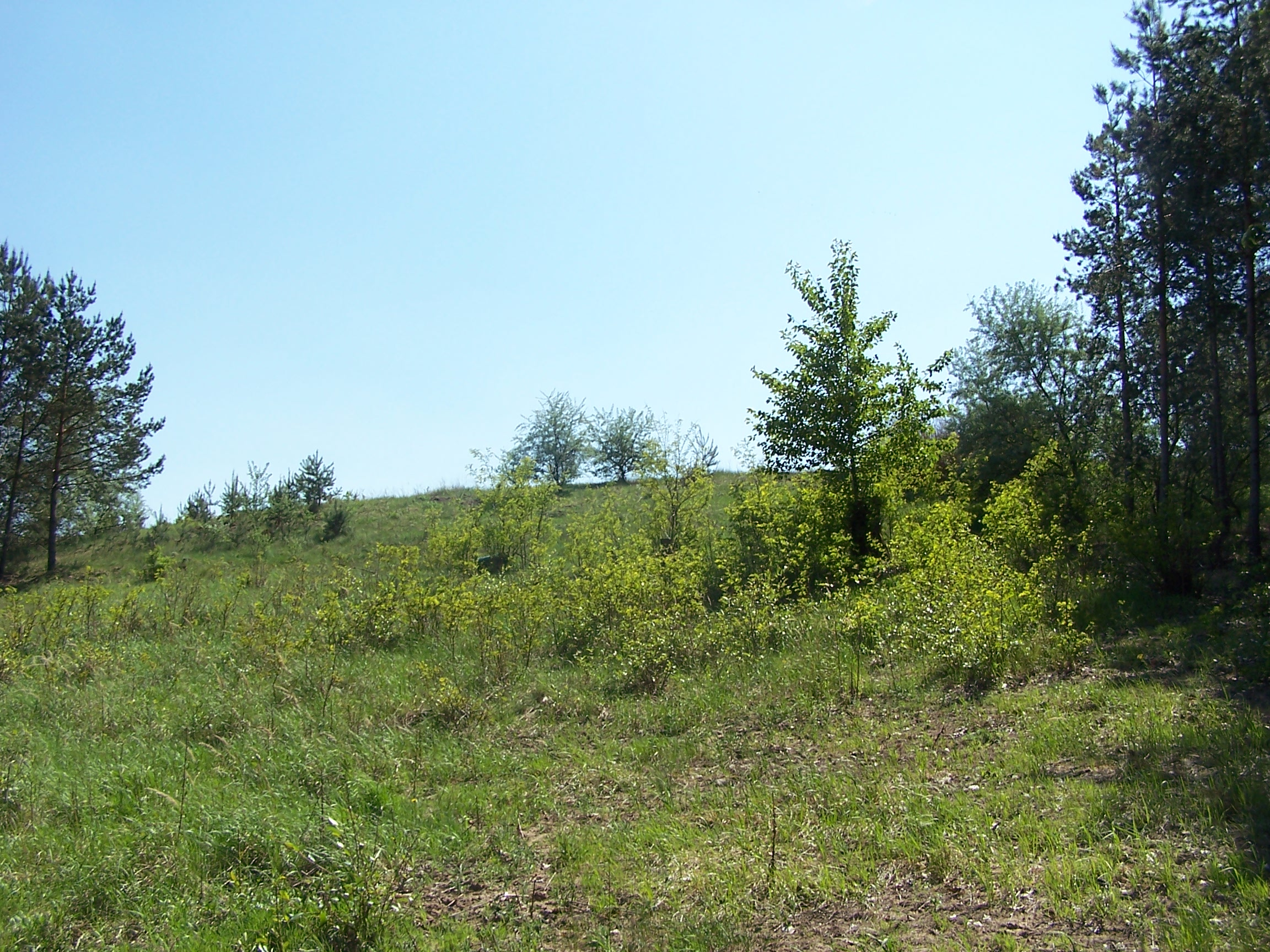
Der Hügel „Monte Erich“ über dem 17/5001 (2011)

Die Bunker des Komplex 5000, intern auch als „Investkomplex 17“ bezeichnet, waren Teil eines militärischen Investitionsprogramms zur planmäßigen Erhöhung der Verteidigungsfähigkeit des Ministeriums für Nationale Verteidigung der DDR, das auch mit dem Befehl Nr. 10/73 des MfS vom 5. Februar 1973 in engem Zusammenhang stand. Alle diesem Befehl unterliegenden Maßnahmen zur Geheimhaltung des Investitionsprogramms erfolgten unter der Tarnbezeichnung „Filigran“. Die Bauwerke wurden im Auftrag des Nationalen Verteidigungsrates (NVR) der DDR angelegt und sollten im Krisen- und Kriegsfall Schutz der Führung und die Kommunikation mit dem Militär (NVA) und den verbündeten Streitkräften des Warschauer Paktes gewährleisten.

## Einzelobjekte

### 17/5001: Hauptführungsstelle des Nationalen Verteidigungsrates der DDR („Perle“)

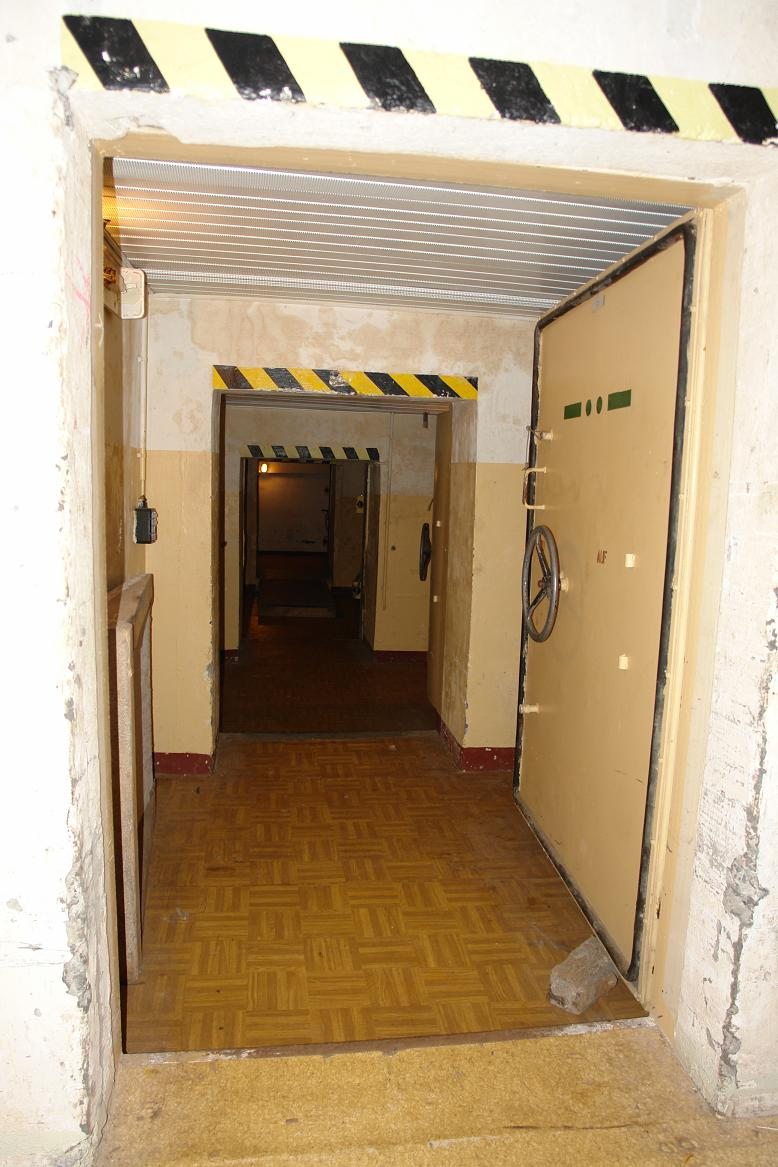
Eine gasdichte Zugangstür im 17/5001

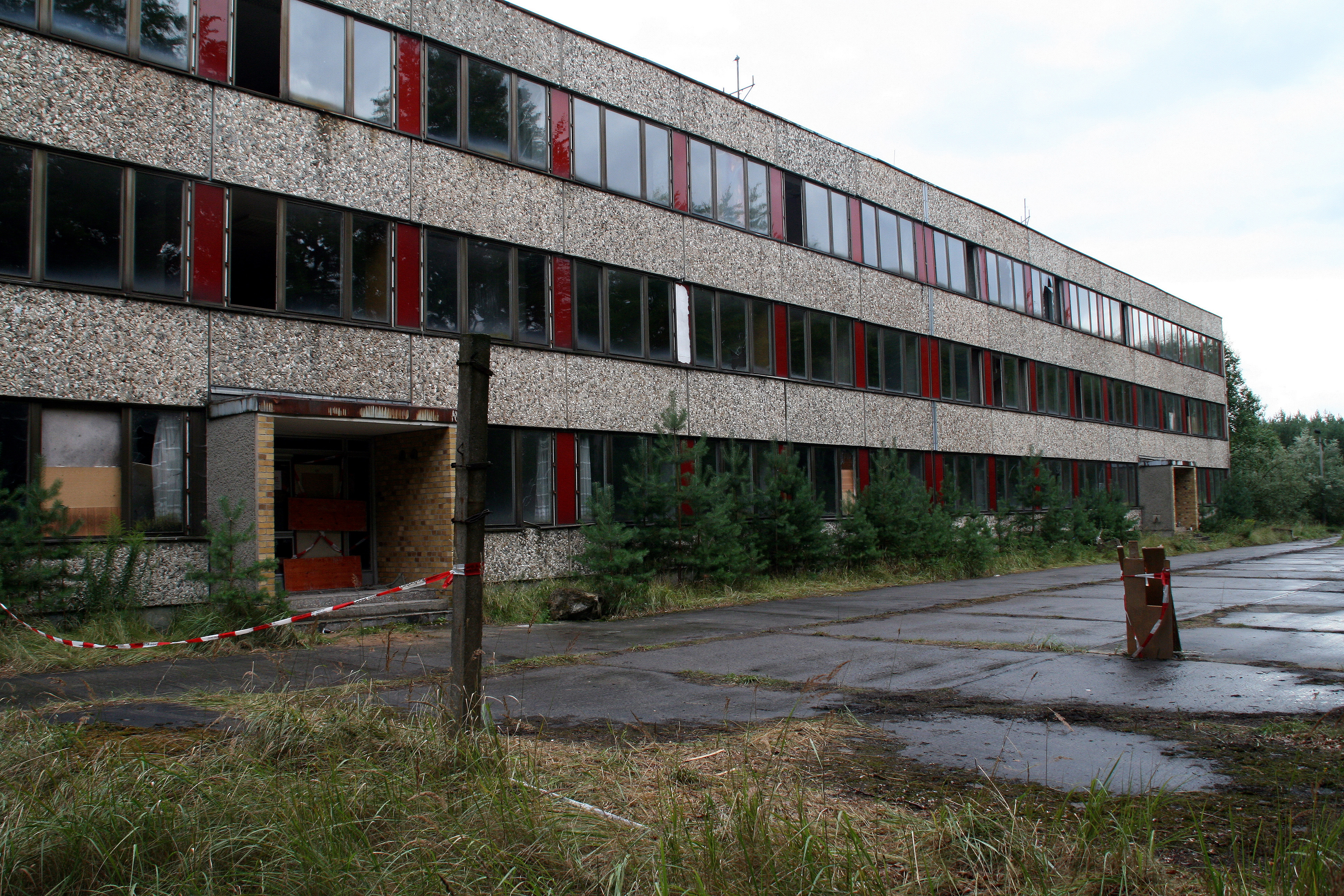
Stabsgebäude des NVR
mit unterirdischem Zugang zum Bunker

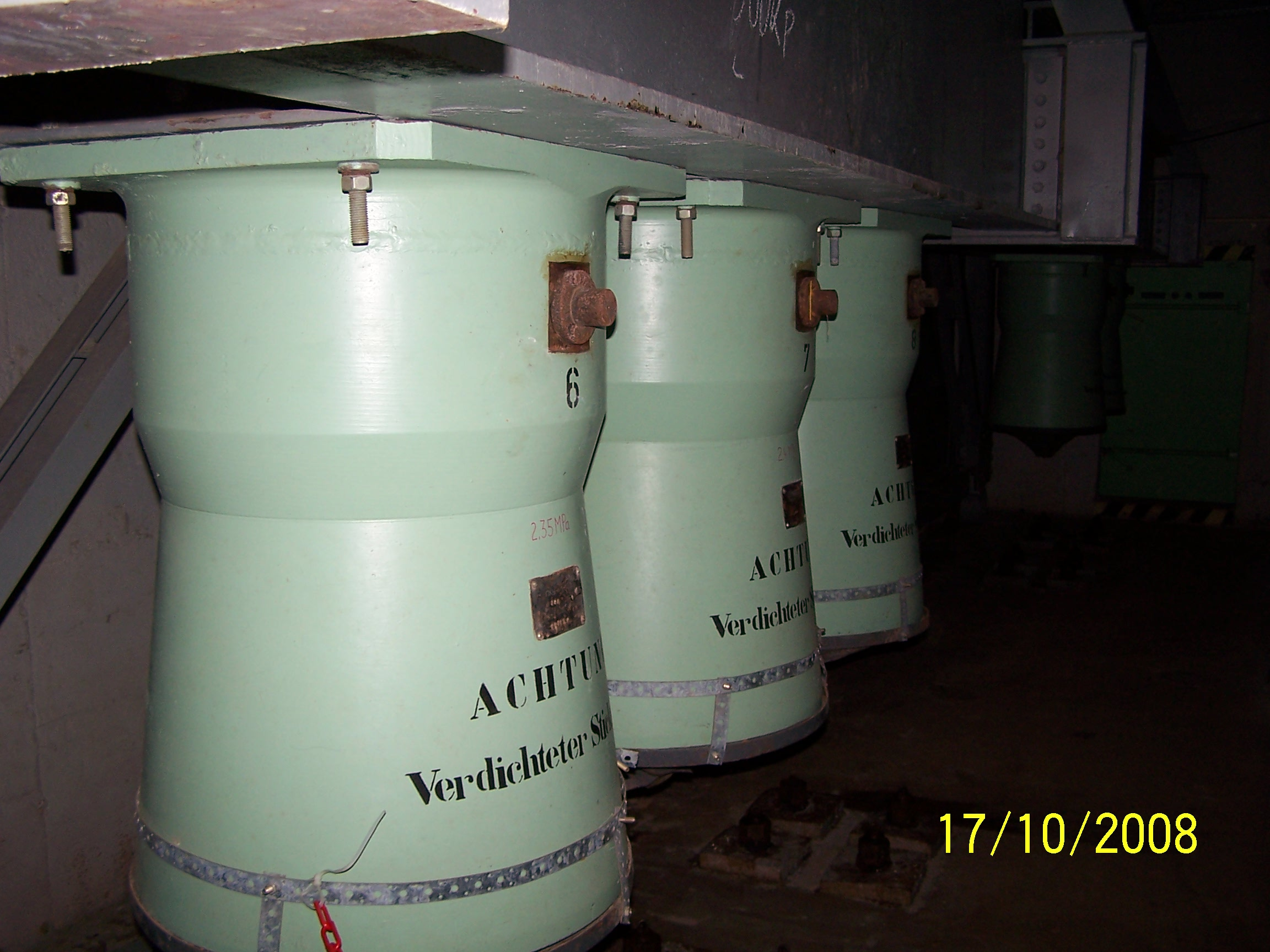
Stickstoffdämpfer zur Tragwerksfederung

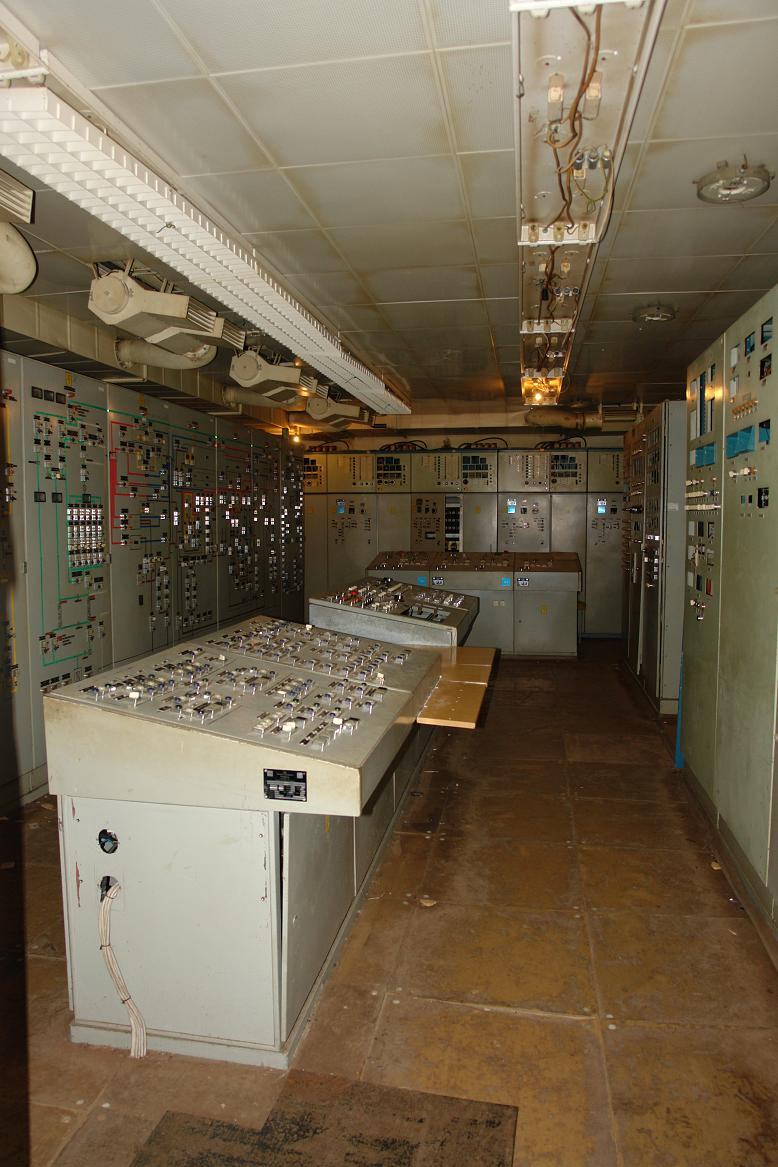
Die Dispatcherzentrale des 17/5001

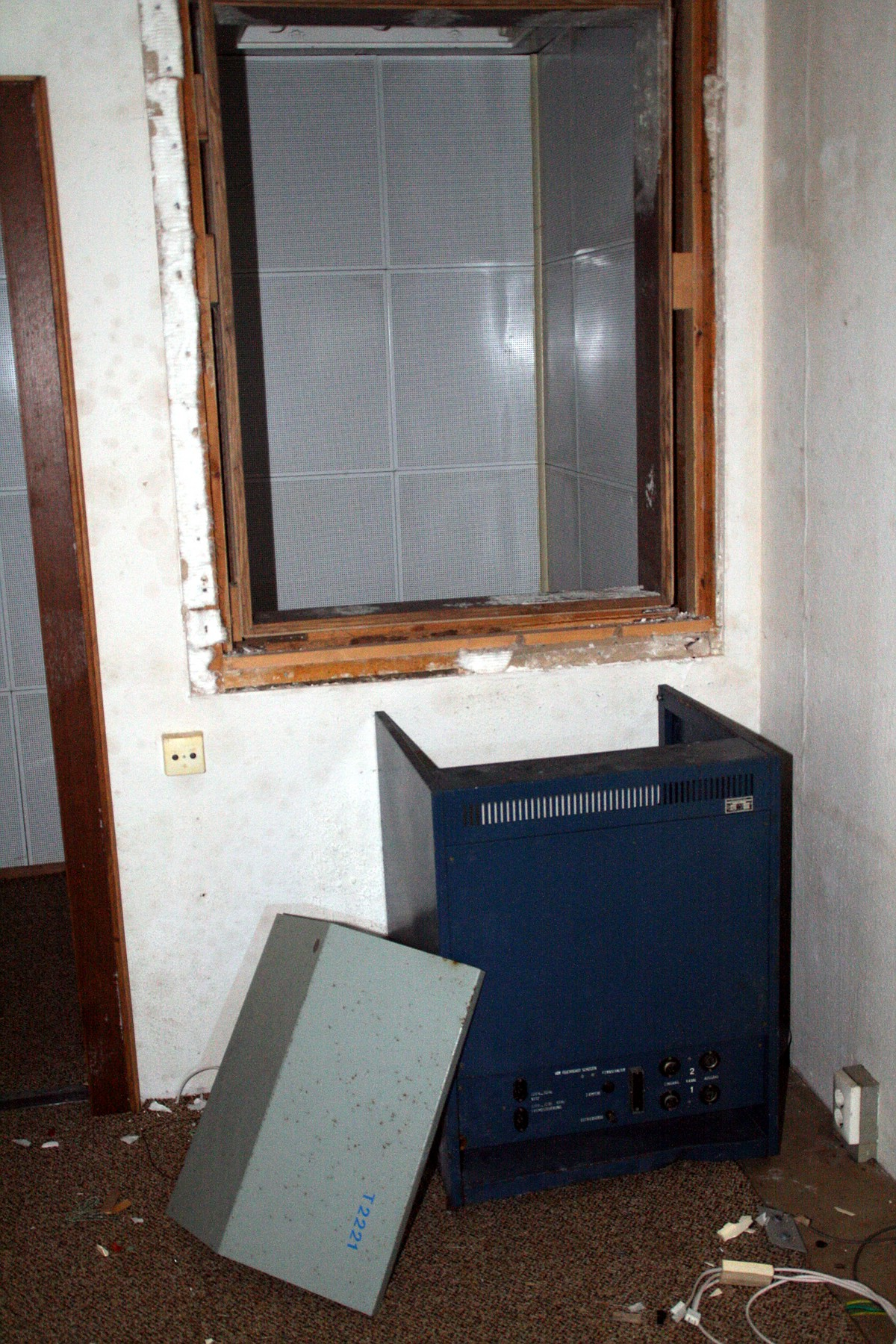
Reste des Tonstudios im 1. Untergeschoss des 17/5001.
Blick aus dem Regieraum A113 in den Sprecherraum A114

„Perle“ war der Deckname für die Bunkeranlage in Prenden (Gemeinde Wandlitz), die auf drei Ebenen unter der Erde an der Ützdorfer Straße, zwischen den Strombergen und dem Bogensee, errichtet wurde. Der zwischen 1978 und 1983 gebaute, über 7.500 m² große Bunker ist eines der größten und bekanntesten unterirdischen Schutzbauwerke auf dem Gebiet der ehemaligen DDR. Die offiziell Sonderbauwerk 17/5001 (SBW 17/5001) genannte Anlage galt als technische Meisterleistung und war bei ihrer Indienststellung im Jahr 1983 das wohl aufwendigste Bauwerk seiner Art im gesamten Ostblock.
Die im Bunker installierte Nachrichtenzentrale war ständig betriebsbereit. Im täglichen Dienst bestanden offene und gedeckte Verbindungen mit den Warschauer Vertragsstaaten, den zentralen Führungsbereichen der DDR und den Bezirkseinsatzleitungen. Mit dem Ziel ihrer Geheimhaltung wurde der Zentrale im Nachrichtensystem der NVA die Bezeichnung „Hilfsnachrichtenzentrale 3“ (HNZ 3) zugeordnet. Unter dieser Bezeichnung wurde sie vom technischen- und Betriebspersonal anderer Nachrichtenzentralen als ein im System unterstützendes Element verstanden. Mit entsprechend vorbereiteten Leitungswegen für die Kommunikation war sie eng mit den geschützten großen Nachrichtenzentralen des Ministeriums für Nationale Verteidigung (Hauptnachrichtenzentrale, HNZ 2, HNZ 4, HNZ 7, HNZ 8) verbunden.
Große Teile der dreigeschossigen Anlage sind elastisch gelagert, um auch die Stoßwelle einer Kernwaffenexplosion abfangen zu können (Schutzklasse A). Hierzu wurden Federmechanismen und stickstoffgefüllte Pneumokord-Stoßdämpfer (PKU) verwendet. Knapp 350 Personen (laut Übergabeprotokoll), darunter die Mitglieder des NVR und dessen Vorsitzender Erich Honecker, hätten hier Zuflucht gefunden. Umgangssprachlich wird das Objekt 5001 daher auch als Honecker-Bunker bezeichnet.
Bemerkenswert erscheint, dass dem Bunker operativ nur eine nachrangige militärische Bedeutung beschieden war. So wurden weder Waffensysteme aus dem Innern des Bunkers gesteuert, noch befanden sich größere Rechenanlagen zur Simulation von Lagesituationen in der Anlage. Die einzige technische Infrastruktur, welche nicht für den Verschlussbetrieb benötigt wurde, war die Telefonanlage. Das ganze Bauwerk war somit darauf ausgelegt, für etwa 50 Personen des Nationalen Verteidigungsrates eine Art ‚bombensicheres Konferenzzimmer‘ bereitzustellen.
Erwähnenswert ist auch, dass es im Bunker ein kleines Tonstudio gab, von dem aus im Krisenfall Ansprachen an die Bevölkerung über die Hörfunksender der DDR gerichtet werden konnten.
Der Bunker wurde nach der Wende und Wiedervereinigung 1990 von der Bundeswehr übernommen, untersucht und 1993 versiegelt und aufgegeben. Die oberirdischen Tarnaufbauten wurden abgerissen. Die darunter befindlichen Zugänge und Betonhauben für Zu- und Abluft wurden wegen des einsetzenden Bunkertourismus von der örtlichen Forstbehörde mit Aushub zugeschüttet. Inzwischen steht die Anlage unter Denkmalschutz. Die Anlage konnte nach Anmeldung von August bis Oktober 2008 erst- und letztmals besichtigt werden. Ende 2008 wurde der Eingangsbereich mit einer Betonplombe verschlossen. Der nördliche Teil des Kasernengeländes befindet sich in Privatbesitz, das Betreten ist nicht gestattet. Der südliche Teil im Wald und der aus Abraum bestehende „Monte Erich“ sind hingegen für Spaziergänger erreichbar.
Daten:
- Nutzfläche: 7.500 m²
- Umbauter Raum: 96.000 m³
- Rauminhalt: 65.000 m³
- 170 Räume
- 24 Lager
- Geografische Lage: 52° 46′ 42,5″ N, 13° 32′ 22,9″ OKoordinaten: 52° 46′ 42,5″ N, 13° 32′ 22,9″ O

### 17/5002: Funksendezentrale (geschützte Sendestelle)

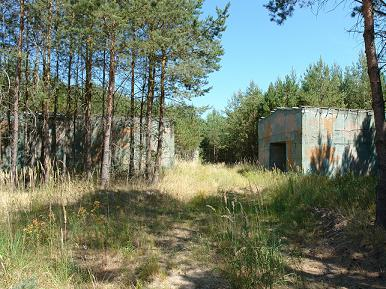
Die Tarnbauten für Zu- und Abluft von SBW 5002

Unweit von Prenden, zwischen Marienwerder und Klandorf, liegt das Objekt 17/5002. Es ist die zum Objekt SBW 17/5001 gehörende und gebunkerte Funksendezentrale der Hauptführungsstelle des Nationalen Verteidigungsrates der DDR. Der Bunker wurde zweigeschossig in der Schutzklasse B ausgeführt und war für ca. 110 Personen projektiert. Die im Bunker installierten Funksender waren zum Eintritt in die vorbereiteten Funknetze und -einrichtungen der militärischen Organe der DDR und des Warschauer Pakts vorbereitet.
Im Kriegsfall wären die Funksender der Funksendezentrale aus der im Objekt 17/5001 installierten Funkempfangsstelle fernbedient worden. Diese war aus Gründen der Tarnung nur für den Empfang ausgelegt, damit eine Anpeilung und damit Gefährdung des Hauptobjektes nicht möglich war.
- Geografische Lage: 52° 51′ 29,2″ N, 13° 36′ 5,2″ O

### 17/5005: Führungsbunker MfS

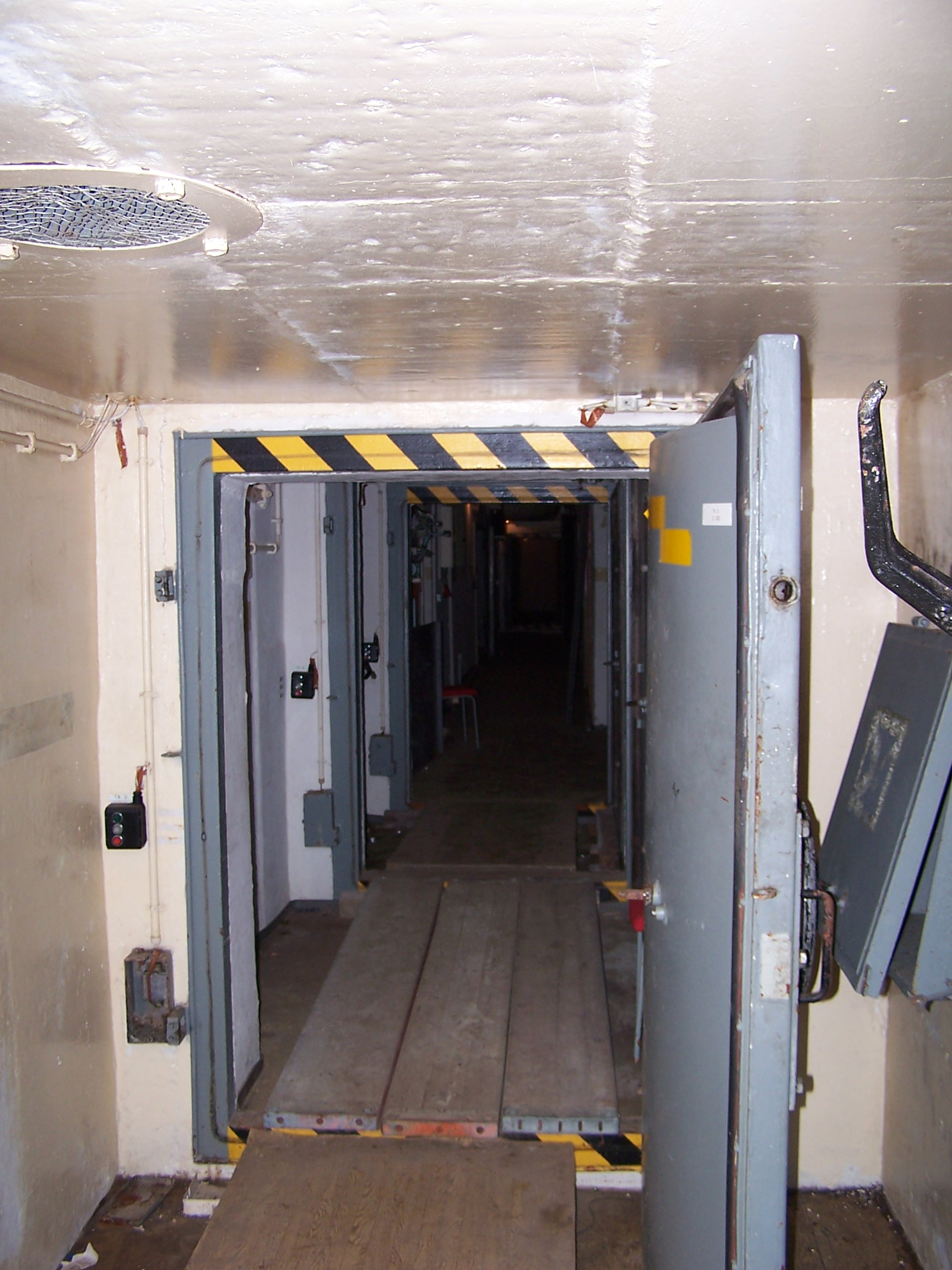
Blick vom Haupteingang ins Innere des Bauwerks

Das auch Mielke-Bunker genannte Objekt ist ein zweietagiger Bunker der Schutzklasse B, welcher 160 Mitarbeitern des Ministeriums für Staatssicherheit (MfS) und dem Minister für Staatssicherheit der DDR, Erich Mielke, Schutz geboten hätte und befindet sich innerhalb eines abgesperrten Kasernenareals von etwa 27 Hektar Größe nördlich von Biesenthal. Trotz seiner 5000er Nummer wird es in der Literatur als nicht zum eigentlichen Bunker Komplex 5000 gehörig, sondern als eigenständiges Objekt bezeichnet. Heute befindet sich hier eine Kompostieranlage. Seit der Versiegelung im Jahre 1993 hat auch dieser Bunker stark unter Bunkertourismus und in der Folge Vandalismus und Zerstörungen gelitten. Mittlerweile finden wieder sogenannte Kontrollbegehungen statt, die letzte am 11./12. April 2015.
- Geografische Lage: 52° 47′ 17,2″ N, 13° 36′ 0,1″ O

### 17/5011: Nachrichtenbunker
Bei diesem häufig fälschlicherweise als Objekt 17/5011 bezeichneten Schutzbauwerk handelt es sich um das Teilobjekt 122. Die Bezeichnung 17/5011 benennt übergeordnet die Nachfolgeinvestition, unter der in den Jahren ab 1986 weitere Objekte errichtet wurden.
Mit dem Teilobjekt 122 wurde die Troposphärenempfangsstelle „Am Schwarzen Weg“ erweitert. Diese Bunkeranlagen befinden sich auf dem Gelände des Objektes 5001 und sind ca. 600 Meter vom Hauptbauwerk entfernt. In diesen Bunkern sollte die mobile Troposphärenempfangstechnik geschützt untergestellt werden. Sie wären im Einsatzfall von einer Kommunikationsgruppe des Komitees für Staatssicherheit der UdSSR besetzt worden.
Der Bunker Teilobjekt 122 wurde erst 1990 fertiggestellt und kurze Zeit später wieder versiegelt. Er kann nicht mehr besichtigt werden.
Die Bunker des Teilobjektes 106 werden teilweise als Schießsportanlage genutzt.
- Geografische Lage: 52° 47′ 0,9″ N, 13° 32′ 13,6″ O

### 17/5020: Hubschrauberlandeplatz (Anlaufpunkt)

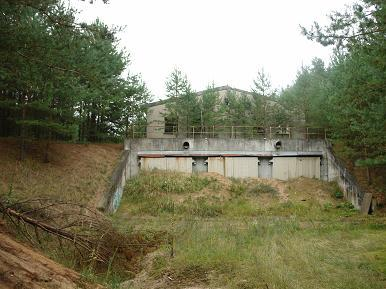
Fahrzeugbunker (5020) mit darüber angeordneter Unterkunftsbaracke

Das Objekt 17/5020, intern auch als „Anlaufpunkt“ bezeichnet, befand sich an der Ortsverbindungsstraße Bernau–Wandlitz und wurde als Hubschrauberlandeplatz und Kurier-, Melde- und Verteilerzentrale in drei Kilometer Entfernung zur Waldsiedlung gebaut. Die Nähe zum Wohnsitz der Mitglieder des Politbüros sollte hauptsächlich den „gedeckten Rückzug“ der Mitglieder des NVR sowie der restlichen privilegierten Mitglieder der Regierung per Flugzeug oder Hubschrauber Richtung Osten sicherstellen. Für eine Evakuierung hätte die Staatsführung auch per Helikopter direkt aus der Waldsiedlung ausgeflogen werden können. Die Bunkerbauten sind kleiner und haben nachrangige Bedeutung und Funktion im Komplex 5000. Es handelt sich um mehrere Fahrzeugbunker (sechs Stück unter den Bereitschaftsgebäuden) und einen zentralen FB-75-Komplex. Weiterhin gibt es einen geschützten Keller im Towergebäude und mehrere Kleinbunker, sowie FB-3-Mannschaftsbunker auf dem Gelände. Die Anlage ist überwiegend abgerissen worden. Lediglich die beiden großen Bunkerbauwerke, welche sich unter den Unterkunftsbaracken befanden, sowie der große Garagenbunker gleich dahinter, wurden an Ort und Stelle belassen. Sie dienen heute als Behausung für Fledermäuse.
Eine weitere interessante Anlage, zugehörig zum Objekt 17/5020, befand sich gut im Wald versteckt und von einer Hochspannungssicherungsanlage (HSA) umzäunt, in ca. 1000 Meter Entfernung auf der anderen Seite der Bundesautobahn 11. Dabei handelt es sich um das Teilobjekt TO 28.1, den sogenannten Nahmarkierungspunkt (NMP) für das Flugfeld. Die dort in einer Höhe von 19 Meter errichtete Antennenanlage vom Typ SHG 19/70, hatte eine Spannweite von 70 Metern und war in paralleler Richtung zur Achse des Flugfeldes gespannt.
- Geografische Lage: 52° 43′ 0,9″ N, 13° 32′ 11,4″ O

### 17/5021: Teilgeschützte Sendestelle
Das Objekt 17/5021 war hauptsächlich als Troposphären-Sendestelle konzipiert und diente der Sicherstellung der Nachrichtenverbindungen in der höchsten Verschlüsselungsstufe. Zugleich war es Ausweichsendestelle für das Objekt 17/5002 für den konventionellen Funkverkehr mit vorrangig mobilen Funkstellen. In der Sendestelle waren von wenigen Ausnahmen abgesehen alle Antennensysteme als Erdantennen verlegt und damit relativ geschützt installiert. Die Anlage wurde 2004 versiegelt und kann nicht mehr besichtigt werden.
- Geografische Lage: 52° 54′ 27,3″ N, 13° 45′ 12,9″ O

### Wohnungsbau
Zum Führungskomplex 5000 gehörte auch ein Wohnungsbaustandort für die Unterbringung der in den Objekten tätigen Mitarbeiter in relativer Nähe der Anlagen zur Sicherstellung der schnellen Einsatzbereitschaft der einzelnen Schutzbauwerke. Dies wurde in Form von DDR-typischen Plattenbauten teilweise in Bernau und später noch in Biesenthal realisiert.

## Nicht realisierte Einzelobjekte
Aus Kostengründen wurden in Abweichung zur ursprünglichen Planung folgende Einzelobjekte nicht realisiert:
- Objekt 17/5004 (Zentrale Datenverarbeitungsanlage)
- Objekt 17/5012 (Wechselführungsstelle)
- Objekt 17/5022 (zweite teilgeschützte Sendestelle)

## Pendant der BRD
Das Gegenstück in der Bundesrepublik Deutschland war der Ausweichsitz der Verfassungsorgane des Bundes im Krisen- und Verteidigungsfall zur Wahrung von deren Funktionstüchtigkeit in Rheinland-Pfalz.